# هیروتا ایتو
هیروتا ایتو (ژاپنی: 伊藤 博幹؛ زادهٔ ۵ سپتامبر ۱۹۸۷) یک بازیکن فوتبال اهل ژاپن است.
از باشگاه‌هایی که در آن بازی کرده‌است می‌توان به باشگاه فوتبال گامبا اوساکا و باشگاه فوتبال اهیمه اشاره کرد.